# 泸州之战
泸州之战，1276年（宋恭帝德祐二年、元世祖至元十三年）至1277年（宋端宗景炎二年、元世祖至元十四年），宋元战争中，元朝西川行院军攻下南宋泸州（今四川省泸州市东神臂城）水城击败南宋军队的作战。
1276年六月，南宋四川制置使张珏为解围重庆，结合泸州义士刘霖、先坤朋，攻破西川行院治所泸州，杀元朝守将熊耳、安抚梅应春，俘将领眷属。十月，西川行院撤围重庆府，转攻泸州，途中，宋军拦截被元将且只儿率军在红米湾（今四川省合江县）击败。且只儿至安乐山（今合江县西）再败宋军，斩首五百余级，获四艘战舰，之后击败截击元军漕舟的宋军。元军乘胜攻破宋军石盘寨（今合江县赤水河入长江的石盘角）的水上寨堡。元军至泸州，夺下外围据点：管军千户步鲁合答攻打城西北的宝子寨，同签行枢密院事刘思敬攻打城东北的盘山寨，刘整子刘垓与万户拜延攻打神臂山的珍珠堡。
安抚王世昌，守将刘雄、李都统率领泸州军民，分守抗击。两军相峙一年有余，城中粮尽。张珏从重庆派史忠训、赵安所率军援救，被拜延阻击，百余人被俘。1277年十一月，元军总攻泸州。步鲁合答造云梯登城，先攻下宝子寨，刘思敬攻下盘山寨，擒获守将任庆，九千余户被俘。刘垓、拜延攻下珍珠堡。泸州安抚王世昌率军守卫珍珠堡、盘山寨被攻克，元军俘虏王世昌、部将刘雄。元朝桥船水手军总管石抹不老率军攻神臂门，一度冲上城楼，又被宋军击败。宋军激战一天、十分疲惫，刘思敬率军趁机夜袭，破东门而入，进行巷战。管军万户秃满答儿、札剌不花率军夜夺水城。黎明，登城入泸州，天亮后，诸军攻打神臂门。万户也罕的斤及石抹不老率军先克。宋军寡不敌众，兵败城破，王世昌、李都统被杀，元军再度攻克泸州。